# Angitia (geslacht)
Angitia is een geslacht van vlinders van de familie Uilen (Noctuidae), uit de onderfamilie Acontiinae.

## Soorten
- A. albicauda Hampson, 1910
- A. albirufa Druce, 1909
- A. andrevia Schaus, 1922
- A. attina Druce, 1898
- A. caliginosa Schaus, 1911
- A. camptosema Hampson, 1918
- A. carneopicta Hampson, 1910
- A. crepuscula Schaus, 1921
- A. directa Walker, 1858
- A. eriopica Hampson, 1910
- A. esmeralda Hampson, 1914
- A. esthera Schaus, 1921
- A. flavidorsum Hampson, 1914
- A. fuscosa Jones, 1914
- A. grandis Schaus, 1911
- A. hermione Schaus, 1914
- A. ithaca Druce, 1889
- A. ligneola Schaus, 1911
- A. medioplica Hampson, 1918

- A. melamera Hampson, 1910
- A. mesoscota Hampson, 1910
- A. ochriplaga Hampson, 1910
- A. onerosa Schaus, 1914
- A. orestes Schaus, 1914
- A. poliosema Hampson, 1914
- A. pulchra Schaus, 1904
- A. seminigra Hampson, 1918
- A. thacia Schaus, 1914
- A. tiresias Druce, 1889
- A. tristigma Dyar, 1914
- A. viridans Schaus, 1904